# Oslavia
Oslavia is een plaats (frazione) in de Italiaanse gemeente Gorizia.